# 土方英和
土方 英和（ひじかた ひでかず、1997年6月27日 - ）は、千葉県松戸市出身の陸上競技選手。専門は長距離走。埼玉栄高校、國學院大學卒業。大学卒業後はHonda陸上競技部を経て、旭化成陸上部所属。

## 人物
小学校の卒業式で「箱根駅伝に出ます！」と宣言し、中学校から本格的に陸上競技を始める。
高校は自宅のある千葉県松戸市から1時間半かかる駅伝の強豪・埼玉栄高校に進学。しかし、同級生に館澤亨次(東海大学→DeNA)や中村大聖(駒澤大学→ヤクルト)といった強力な同級生がいたうえ、土方自身は故障と貧血に悩まされ、全国高校駅伝には3年間で一度も出走が叶わなかった。
大学は國學院大學に進学。故障に苦しんだ高校時代とは一変し、4年間連続で箱根駅伝に出走。主将を務めた3・4年時の2年間はエース区間の2区を担当し、4年時には大学史上最高である総合3位にチームを導いた。また、4年時の出雲駅伝では、アンカー区間の6区を担当。中継所では先頭と37秒差の4位でタスキを受け取ったが、ラスト700m地点で先頭を走っていた高校時代のチームメイトである中村大聖(駒澤大学)を抜き去る大逆転劇を演じ、國學院大學史上初めての優勝のゴールテープを切った。
大学卒業後はHondaに就職し競技を継続。入社2年目の2022年ニューイヤー駅伝では、アンカー区間の7区を担当し、Honda史上初めての優勝のゴールテープを切った。
2022年9月に、旭化成に移籍して競技を継続している。

## 成績・記録

### マラソン全成績
| 年   | 大会                               | 順位 | 記録          | 備考              |
| ---- | ---------------------------------- | ---- | ------------- | ----------------- |
| 2020 | 東京マラソン2020                   | 28位 | 2時間09分50秒 | 初マラソン        |
| 2021 | 第76回びわ湖毎日マラソン           | 2位  | 2時間06分26秒 | 日本歴代5位(当時) |
| 2021 | ベルリンマラソン2021               | 9位  | 2時間11分47秒 |                   |
| 2022 | 東京マラソン2021                   | 11位 | 2時間08分02秒 |                   |
| 2023 | 東京マラソン2023                   | 18位 | 2時間09分32秒 |                   |
| 2023 | マラソングランドチャンピオンシップ | 31位 | 2時間14分10秒 |                   |
| 2024 | 大阪マラソン2024                   | 20位 | 2時間09分10秒 |                   |
| 2024 | シドニーマラソン2024               | 11位 | 2時間14分45秒 |                   |

### 大学駅伝戦績
| 学年               | 出雲駅伝                                        | 全日本大学駅伝               | 箱根駅伝                          |
| ------------------ | ----------------------------------------------- | ---------------------------- | --------------------------------- |
| 1年生 （2016年度） | 第28回 國學院大學 不出場                        | 第48回 5区-区間4位 35分27秒  | 第93回 3区-区間18位 1時間06分23秒 |
| 2年生 （2017年度） | 第29回 國學院大學 不出場                        | 第49回 4区-区間12位 41分17秒 | 第94回 4区-区間3位 1時間02分36秒  |
| 3年生 （2018年度） | 第30回 國學院大學 不出場                        | 第50回 7区-区間6位 53分07秒  | 第95回 2区-区間7位 1時間07分53秒  |
| 4年生 （2019年度） | 第31回 6区-区間賞 29分05秒 (当時日本人歴代最高) | 第51回 8区-区間5位 59分04秒  | 第96回 2区-区間8位 1時間07分19秒  |

### 実業団駅伝戦績
| 年度     | 大会                   | 所属   | 区間          | 区間順位 | 記録     | チーム順位         |
| -------- | ---------------------- | ------ | ------------- | -------- | -------- | ------------------ |
| 2020年度 | 第61回日本実業団駅伝   | Honda  | 出走なし      | 出走なし | 出走なし | 3位                |
| 2020年度 | 第65回全日本実業団駅伝 | Honda  | 7区（15.5km） | 区間3位  | 46分48秒 | 5位                |
| 2021年度 | 第62回東日本実業団駅伝 | Honda  | 出走なし      | 出走なし | 出走なし | 2位                |
| 2021年度 | 第66回全日本実業団駅伝 | Honda  | 7区（15.5km） | 区間賞   | 46分36秒 | 優勝 (Honda史上初) |
| 2022年度 | 第59回九州実業団駅伝   | 旭化成 | 7区（16.0km） | 区間3位  | 47分17秒 | 5位                |
| 2022年度 | 第67回全日本実業団駅伝 | 旭化成 | 7区（15.7km） | 区間27位 | 48分24秒 | 16位               |
| 2023年度 | 第60回九州実業団駅伝   | 旭化成 | 出走なし      | 出走なし | 出走なし | 2位                |
| 2023年度 | 第68回全日本実業団駅伝 | 旭化成 | 出走なし      | 出走なし | 出走なし | 3位                |
| 2024年度 | 第61回九州実業団駅伝   | 旭化成 | 2区（18.3km） | 区間8位  | 54分27秒 | 9位(旭化成B)       |
| 2024年度 | 第69回全日本実業団駅伝 | 旭化成 | 出走なし      | 出走なし | 出走なし | 優勝               |